# Opera nazionale Balilla

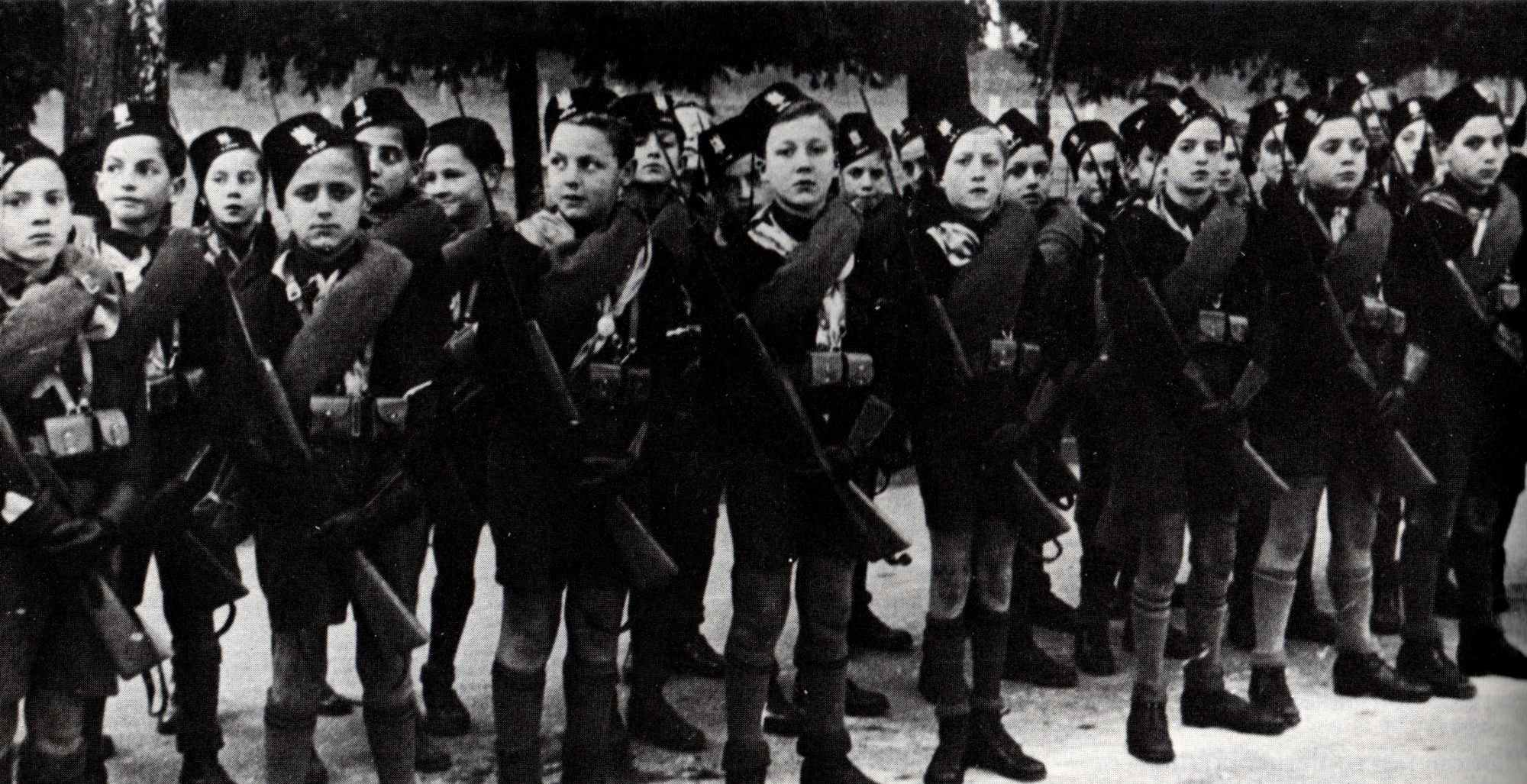
Adunata di Balilla con moschetto Balilla a tracolla

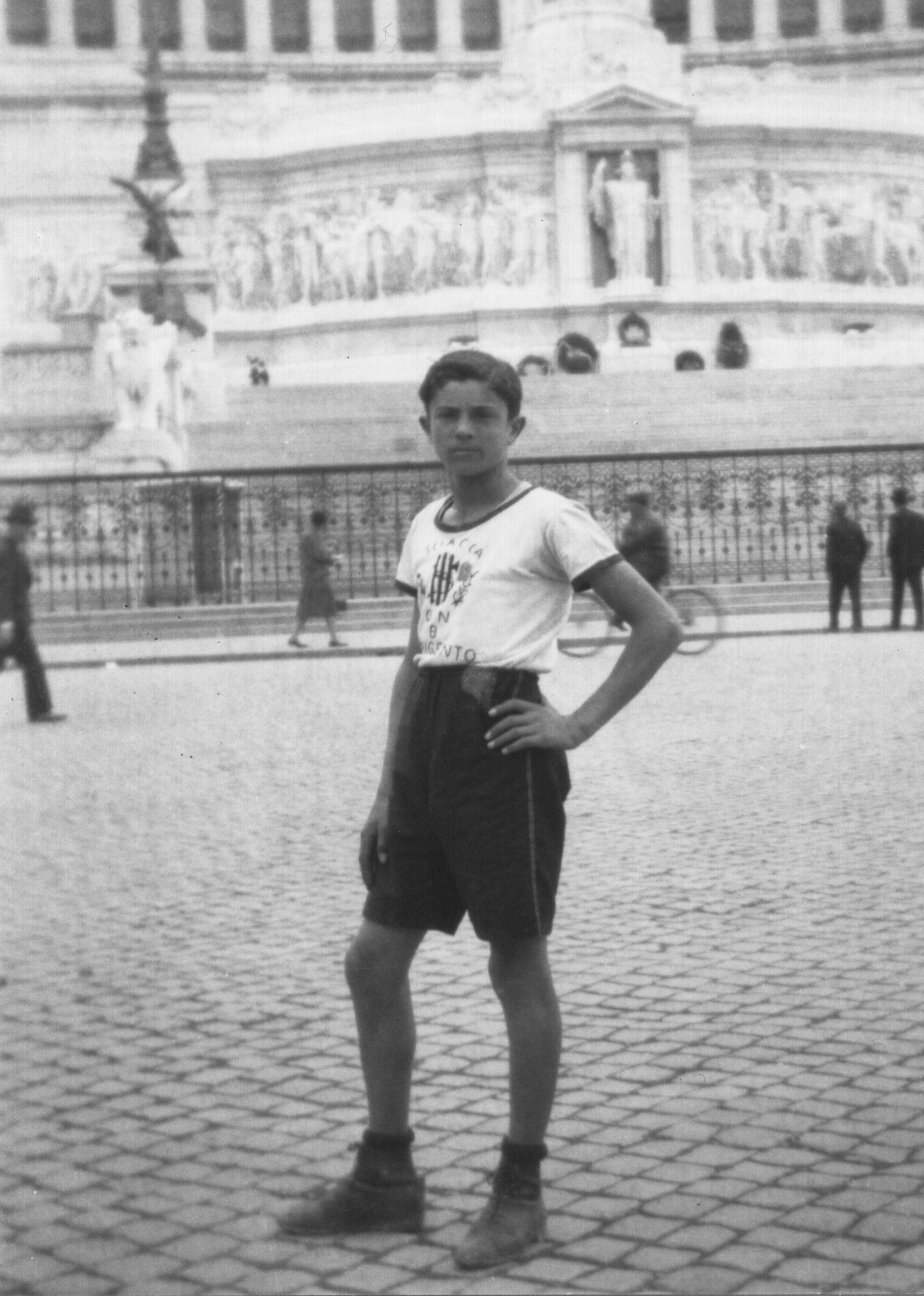
Un giovane balilla

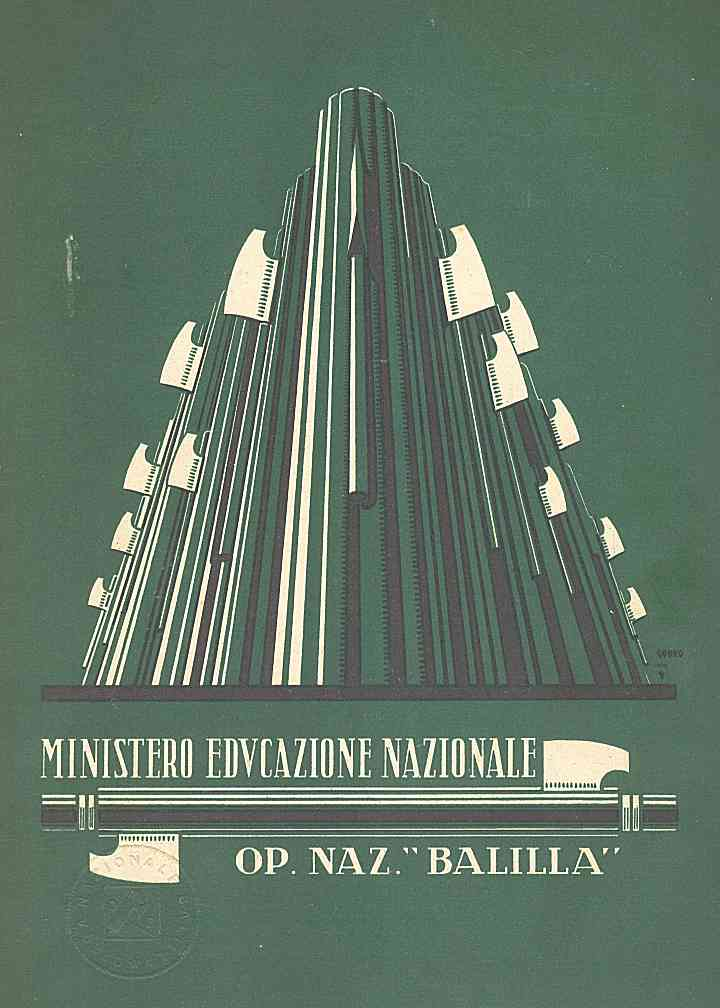
Pagella di scuola elementare (1932)

L'Opera nazionale Balilla per l'assistenza e per l'educazione fisica e morale della gioventù (nota come Opera nazionale Balilla, in sigla ONB) fu un'organizzazione giovanile del Regno d'Italia, istituita come ente morale durante il fascismo con legge 3 aprile 1926, n. 2247, e sottoposta all'alta vigilanza del Capo del Governo alle dipendenze del Ministero dell'Educazione Nazionale (r. decr. 14 settembre 1929). A partire dal 1937 venne assorbita dalla Gioventù Italiana del Littorio. Il termine "Balilla" fu ispirato dalla vicenda del giovane Giovan Battista Perasso che nel 1746 incitò alla rivolta i genovesi durante la breve occupazione asburgica della città ligure. L'inno ufficiale di questo corpo era il brano Fischia il sasso composto da Giuseppe Blanc.

## Storia
Il fascismo delle origini si proponeva come un movimento di rottura rispetto allo Stato liberale giolittiano e alle sue istituzioni, ambiente educativo compreso: già nel 1919 Filippo Tommaso Marinetti, futurista e "fascista della prima ora", aveva proposto l'istituzione di "scuole di coraggio fisico e patriottismo".

### La creazione

Il moschetto Balilla

Dopo la marcia su Roma del 28 ottobre 1922, il nascente regime mussoliniano si pose il problema di come "fascistizzare" la società, a partire dai più giovani: nel dicembre 1924 Mussolini diede all'ex ardito e neodeputato Renato Ricci la guida del movimento giovanile del PNF (l'Avanguardia giovanile fascista) con il compito di "riorganizzare la gioventù dal punto di vista morale e fisico".
La legge del 3 aprile 1926, n. 2247 sancì così la nascita dell'Opera nazionale Balilla, come ente autonomo, che Ricci avrebbe diretto fino al 1937. Complementare all'istituzione scolastica, l'ONB era sulla carta "finalizzata... all'assistenza e all'educazione fisica e morale della gioventù". Vi avrebbero fatto parte i giovani dai 6 ai 18 anni, ripartiti in tre sottoistituzioni: i figli della lupa (dai 6 ai 8 anni), i balilla (dai 8 ai 14 anni) e gli avanguardisti (dai 14 ai 18 anni) e mirava non solo all'educazione spirituale, culturale e religiosa, ma anche all'istruzione premilitare, ginnico-sportiva, professionale e tecnica secondo l'ideologia fascista.
L'attività dell'ONB ebbe inizio effettivo con l'approvazione dei regolamenti (r. decreto 9 gennaio 1927, n. 6). Nel 1928 il regime fascista sciolse le organizzazioni giovanili non fasciste con i regi decreti 9 gennaio, n. 5 e 9 aprile 1928, n. 696, tra cui le associazioni scout: il Corpo nazionale giovani esploratori ed esploratrici italiani (pluriconfessionale) fu sciolto quell'anno; l'Associazione scouts cattolici italiani (ASCI) fu obbligata a chiudere tutti i reparti nelle località sotto i 20 000 abitanti, prima della chiusura completa; l'Associazione dei ragazzi pionieri italiani (ARPI) cessò volontariamente le attività. Molti scout continuarono a svolgere le proprie attività in clandestinità e parteciparono attivamente alla lotta antifascista. Uno dei principali gruppi che continuarono le attività fu quello delle Aquile randagie a Milano; anche alcuni gruppi scout italiani all'estero proseguirono le loro attività.
L'unica organizzazione rimasta attiva fu l'Azione Cattolica, che dovette comunque limitare le proprie attività al solo ambito catechistico.

### Sviluppo e assorbimento nella GIL
Rigidamente centralizzata, l'Operazione Nazionale Balilla fu sin dalla sua fondazione concepita dai fascisti come uno strumento di penetrazione delle istituzioni nelle scuole: a essa venne affidato l'insegnamento dell'educazione fisica ai ragazzi; presidi e insegnanti erano tenuti ad agevolare le strutture scolastiche alle iniziative dell'ONB e a invitare gli alunni di tutte le età ad aderirvi.
L'ONB gestiva anche corsi di formazione e orientamento professionale, corsi post-scolastici per adulti, corsi di puericultura e d'economia domestica per le donne, oltre a migliaia di scuole rurali che nel 1937 erano diventate più di seimila.
L'ONB confluì, insieme con i Fasci giovanili di combattimento, nella GIL (Gioventù Italiana del Littorio) a partire dal 1937.

## Struttura organizzativa

Benito Mussolini con un Balilla

L'Opera nazionale Balilla era governato a livello nazionale da un Consiglio centrale, mentre a livello locale vi erano i Comitati provinciali e comunali.

### Consiglio centrale

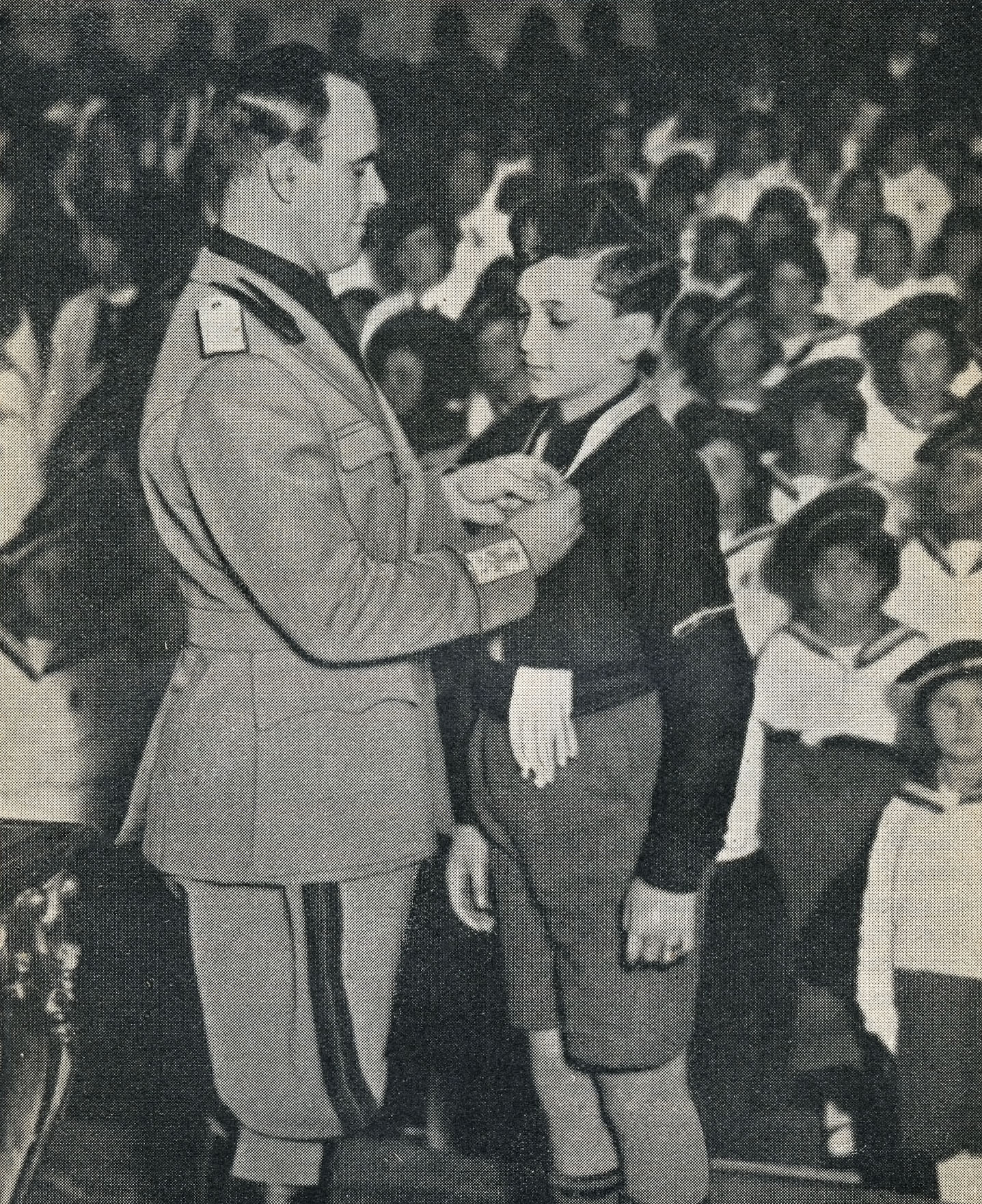
Renato Ricci premia i Balilla dell'Urbe, 8 dicembre 1933

Il Consiglio centrale era composto da un Presidente, da un vice presidente e da
ventitré consiglieri, nominati con decreto reale su proposta del Capo del governo. Il presidente era scelto tra gli ufficiali di grado non inferiore a quello di console generale (in servizio attivo o fuori quadro) della Milizia Volontaria per la Sicurezza Nazionale, udito il Comandante generale della Milizia stessa. Tanto il presidente che il vicepresidente duravano in carica quattro anni e potevano essere riconfermati.
Facevano parte del consiglio centrale due rappresentanti del Ministero dell'interno di cui uno della direzione generale di sanità e un rappresentante per ciascuno dei Ministeri delle finanze, della guerra, della marina, dell'aeronautica, dell'istruzione, dell'economia nazionale, designati dai rispettivi ministri, nonché un ufficiale superiore della Milizia volontaria per la sicurezza nazionale designato dal Comandante generale della Milizia stessa, un rappresentante delle federazioni ginnico-sportive designato dal Comitato olimpico nazionale italiano e dalla Federazione delle federazioni sportive italiane, e un rappresentante dell'Opera nazionale del dopolavoro.
Gli altri componenti del consiglio centrale venivano scelti fra persone specialmente competenti nelle discipline relative all'assistenza e all'educazione fisica e morale della gioventù, preferibilmente fra i soci benemeriti.

### Comitati provinciali e comunali

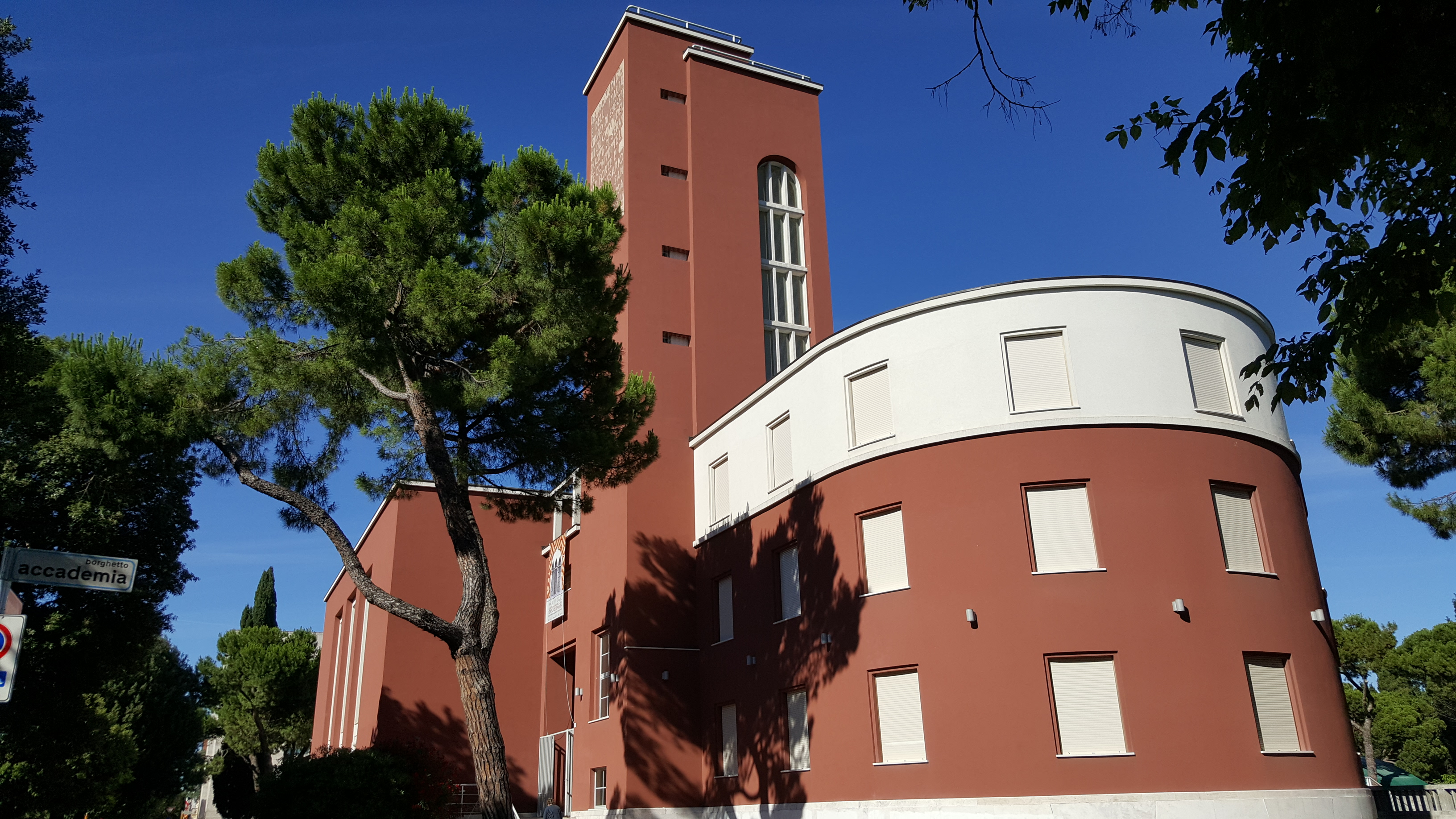
Ex Casa del Balilla, a Forlì

I Comitati provinciali erano costituiti da un Presidente Provinciale e dieci consiglieri. Tra i consiglieri erano presenti di diritto le seguenti cariche::
- Rappresentante del Prefetto.
- Rappresentante del Provveditore agli Studi.
- Rappresentante del Segretario Federale del Partito Nazionale Fascista.
- Console comandante della Legione della Milizia Volontaria per la Sicurezza Nazionale.
- Comandante della Legione Balilla ed Avanguardisti.
- Fiduciaria Provinciale per le Piccole Italiane e per le Giovani Italiane.
- Medico provinciale.

Allo stesso modo delegati provinciali dell'Opera Balilla erano membri di diritto sia del Comitato provinciale dell'Opera Nazionale per gli Orfani di Guerra (legge 26 luglio 1929, n. 1397) che delle Giunte per l'Istruzione Media Tecnica presso i Provveditorati agli Studi (Regio decreto 5 luglio 1934, n. 1210)
Alle dipendenze dei Comitati Provinciali operavano i Comitati Comunali, costituiti da un Presidente ed un numero di consiglieri variabile a seconda della popolazione del comune oppure, nei soli comuni più popolosi, dai Comitati e Sottocomitati Rionali. A titolo di esempio il Comitato Provinciale di Genova era suddiviso in 67 Comitati Comunali e, per l'area metropolitana di Genova, in 9 Comitati e 19 Sottocomitati Rionali.

### Formazioni

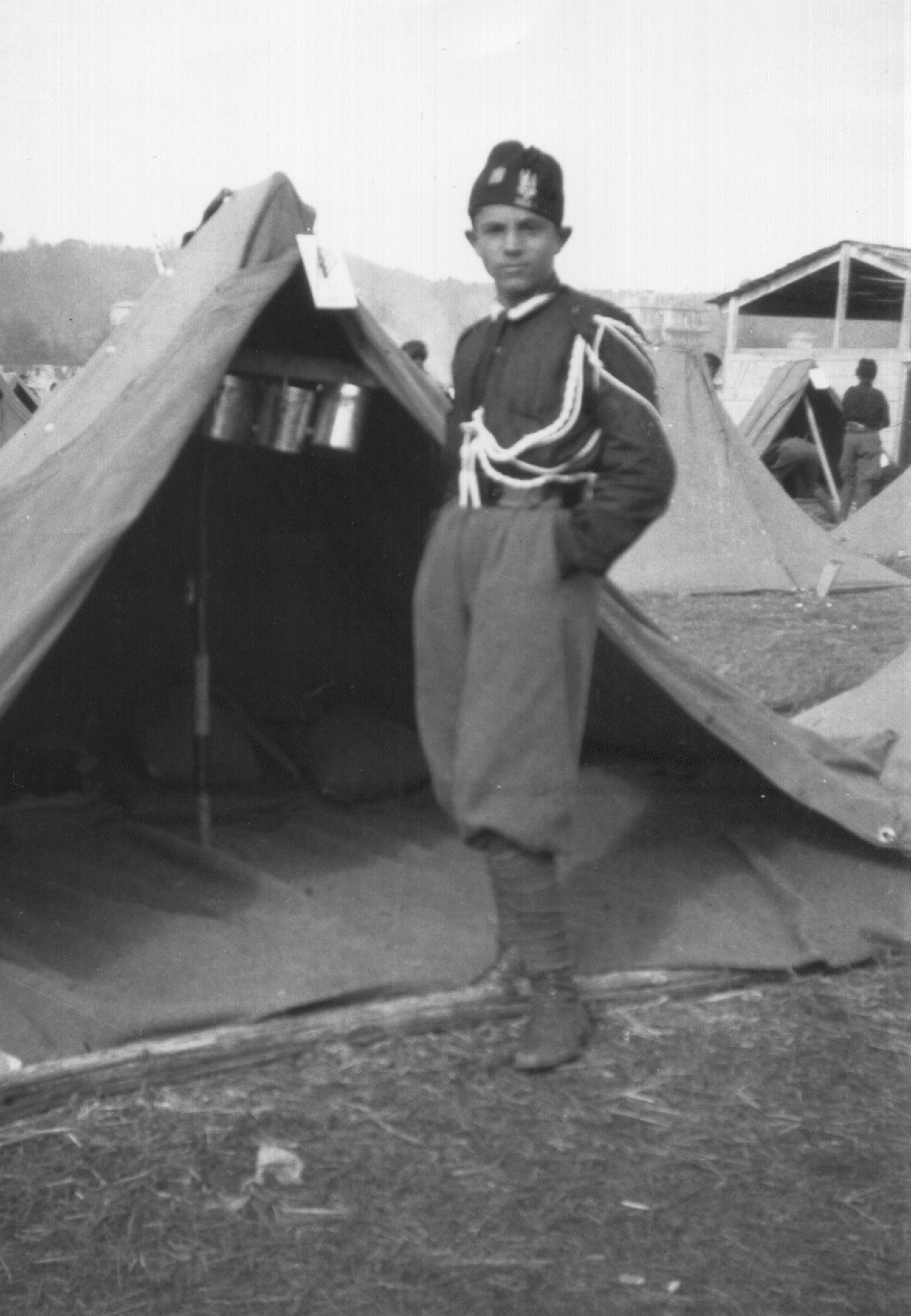
Un avanguardista

Dopo un primo periodo sperimentale, l'ONB venne stabilmente suddivisa, per età e sesso, in vari corpi:
- Corpi maschili:
  - figli della lupa: dai 6 agli 8 anni;
  - balilla: dagli 8 ai 14 anni (escursionisti fino ai 12 anni, poi moschettieri);
  - avanguardisti: dai 14 ai 18 anni (moschettieri fino ai 16 anni, poi mitraglieri).
- Corpi femminili:
  - figlie della lupa: dai 6 agli 8 anni;
  - Piccole italiane: dagli 8 ai 14 anni;
  - giovani italiane: dai 14 ai 18 anni.

Esterni all'ONB vi erano i movimenti per i giovani fascisti d'età superiore:
- Fasci giovanili di combattimento e Gruppi giovani fasciste: dai 18 ai 21 anni;
- Gruppi Universitari Fascisti (GUF): studenti universitari e delle scuole superiori.

Oltre ai balilla esistevano anche i Marinaretti, inquadrati in Centurie di Marinari che costituivano un'istituzione premarinara alla quale si accedeva dopo aver ottenuto il nulla osta dalla propria legione ONB di appartenenza; ne facevano parte ragazzi dai 6 anni in su, suddivisi nelle categorie:
- Figli della Lupa: dai 6 fino agli 8 anni.
- Segnalatori nocchieri: dagli 8 ai 12 anni.
- Moschettieri: dai 12 ai 16 anni.
- Mitraglieri e cannonieri: dai 16 ai 18 anni.

A Roma per esempio si ritrovavano il sabato al Circolo Ufficiali della Regia Marina "Caio Duilio" sul lungotevere, dove esisteva un veliero a tre alberi e bompresso fissato sul cemento sul quale si esercitavano alle manovre veliche di fiocchi, gabbie, velacci e controvelacci.
Balilla ed Avanguardisti erano inquadrati in Legioni territoriali, sulla falsariga della struttura della Milizia Volontaria Sicurezza Nazionale. Al 10 febbraio 1930 i 1 974 822 iscritti - di cui 903 324 balilla e 365 044 avanguardisti - erano suddivisi tra 592 Legioni, inquadrate da 5 588 ufficiali della Milizia, oltre 19 500 istruttori insegnanti, 767 cappellani e 1 237 medici. Alla stessa data le iscritte ai corpi femminili dell'Opera Nazionale Balilla erano 652 409 - di cui 565 869 piccole italiane e 86 540 giovani italiane.
A titolo di esempio nel 1935 in Trentino erano attive 22 legioni Balilla, 10 legioni di avanguardisti, una legione moschettieri, una legione marinaretti ed una legione rurale, mentre alle dipendenze del Comitato Regionale ONB di Genova operavano 14 legioni di balilla, (di cui una marinai), 12 legioni avanguardisti (di cui 2 marinai) ed una legione mista
Con il r. decr. 20 novembre 1927, n. 2341, l'Ente Nazionale per l'Educazione Fisica, venne incorporato nell'Opera Nazionale Balilla ed a partire dal 1928 gli istruttori di educazione fisica vennero formati negli appositi corsi dell'Accademia Fascista per la Preparazione degli Insegnanti di Educazione Fisica di Roma, inizialmente con sede presso la Scuola Militare di Educazione Fisica alla Farnesina e successivamente al Foro Mussolini.

## Presidenti
- Renato Ricci (17 febbraio 1927 - 16 settembre 1937)

## Uniformi
Gli istruttori ed insegnanti ed il personale di inquadramento avevano uniformi specifiche, analoghe a quelle della MVSN. Le uniformi dei ragazzi variavano a seconda delle fasce di età, sia per i maschi che per le femmine, ed esistevano uniformi specifiche per le attività ginniche e sportive.

### Figli della Lupa
- Fez in lana nera con fregio in metallo dorato raffigurante la Lupa Capitolina che allatta Romolo e Remo.
- Camicia in cotone nero con mostrine in metallo dorato sui risvolti del colletto, raffiguranti una testa di lupa.
- Fascia alla vita in stoffa bianca, completa di due bretelle incrociate sempre in stoffa bianca recanti all'incrocio una "M" stilizzata in bachelite o lamierino nero.
- Pantaloni corti in lana grigioverde.
- Calzettoni in lana grigioverde con due righe nere sui risvolti.
- Scarpe in cuoio nero.

### Balilla
- Fez in lana nera con fregio in metallo dorato raffigurante un'aquila in volo raccolto con fascio littorio tra le zampe.
- Camicia in cotone nero.
- Fazzolettone triangolare in cotone azzurro cadente sulle spalle e fermato al collo da un medaglione in metallo dorato raffigurante il Duce.
- Fascia alla vita in stoffa nera.
- Pantaloni corti in lana grigioverde.
- Calzettoni in lana grigioverde con due righe nere sui risvolti.
- Scarpe in cuoio nero.
- Guanti neri (solo Balilla moschettieri).

L'uniforme dei Balilla Marinaretti era quella blu della Marina Militare italiana dell'epoca.

### Avanguardisti
- Fez o bustina in lana nera con fregio in metallo argentato raffigurante una lettera "M" sovrapposta ad un fascio stilizzato. Sostituito poi dal cappello all'alpina in feltro grigioverde senza piuma
- Giacca militare in lana grigioverde con mostrine bianche a due punte sul colletto, con il fregio ONB/GIL in metallo argentato. Cordelline in cotone bianco alla spalla sinistra.
- Camicia in cotone nero. Se indossata senza giacca, era completa di mostrine e cordelline come sopra.
- Cravatta nera con medaglione in metallo argentato raffigurante il Duce.
- Cintura in cuoio grigioverde.
- Pantaloni militari in lana grigioverde.
- Fasce mollettiere in lana grigioverde.
- Scarpe in cuoio nero.
- Guanti neri

### Figlie della Lupa e Piccole Italiane
- Berretto a basco in lana nera.
- Camicia in cotone bianco con fregio in stoffa sul petto raffigurante una "M" rossa sovrapposta ad un fascio stilizzato dorato e dictura ONB/GIL in nero, mostrine tonde in stoffa nera con ricamato in giallo il numero del reparto sui risvolti del colletto.
- Gonna nera plissettata, lunga al ginocchio (Figlie della Lupa) o sotto il ginocchio (Piccole Italiane).
- Fascia alla vita in stoffa bianca.
- Calze bianche corte (Figlie della Lupa) o lunghe (Piccole Italiane).
- Scarpe basse in cuoio nero.
- Guanti bianchi.

### Giovani Italiane
- Berretto a basco in lana nera.
- Camicia in cotone bianco con fregio in stoffa sul petto raffigurante una "M" rossa sovrapposta ad un gladio romano dorato e dictura ONB/GIL in nero e mostrine tonde in stoffa nera con ricamato in giallo il numero del reparto sui risvolti del colletto.
- Cravatta nera con medaglione in metallo argentato raffigurante il Duce.
- Gonna nera plissettata, lunga sotto il ginocchio.
- Cintura in cuoio nero.
- Calze grigioverdi lunghe.
- Scarpe in cuoio nero con tacco basso.
- Guanti bianchi.

## Manifestazioni

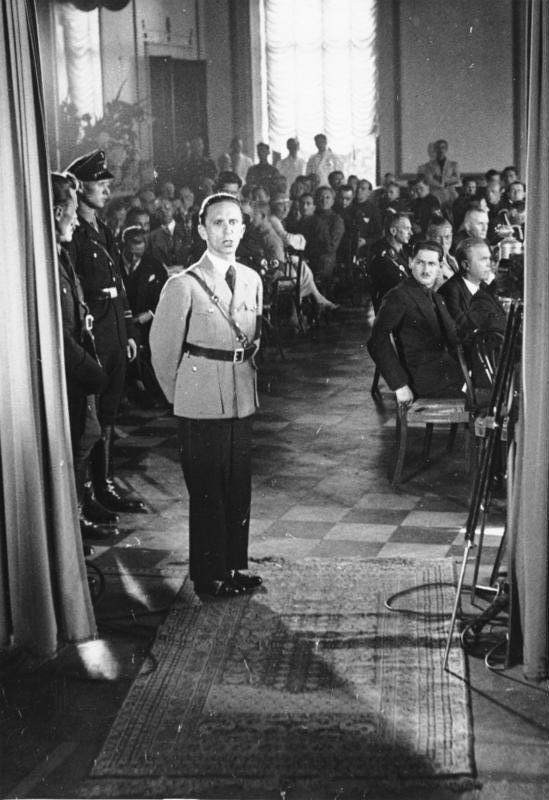
Una rappresentanza di avanguardisti viene ricevuta, a Berlino, dal ministro della propaganda Joseph Goebbels, il 2 agosto 1933

Oltre alle esercitazioni dopo-scolastiche e ai "sabati fascisti", l'Opera nazionale mobilitava i suoi aderenti per adunate e campi scuola (come i "campi Dux", raduni nazionali dei migliori balilla e avanguardisti). In queste occasioni il regime fascista voleva esibire un processo di fascistizzazione della gioventù ormai compiuto. In realtà le iscrizioni all'Opera nazionale Balilla non superarono mai il 50% del totale dei giovani, neppure dopo il 1937, quando la Gioventù del Littorio richiese l'iscrizione obbligatoria.

## Principi educativi
"L'educazione fascista", sosteneva Mussolini, "è morale, fisica, sociale e militare: è rivolta a creare l'uomo armonicamente completo, cioè fascista come noi vogliamo". Per formare il "carattere" era fondamentale suscitare l'emotività dei giovani più che il loro senso critico: "L'infanzia, come l'adolescenza... non può essere alimentata solo di concetti, di teorie, di insegnamenti astratti. Le verità che vogliamo loro insegnare devono parlare prima alla loro fantasia, al loro cuore, poi alla loro mente". All'astrattezza dell'insegnamento tradizionale si opponeva così il "valore educativo dell'azione e dell'esempio". La concezione antiscientifica e irrazionalistica della realtà propugnata dal fascismo tendeva all'interiorizzazione acritica di determinati modelli comportamentali attraverso l'attivismo collettivo, mediante il mantenimento di una costante tensione emotiva.

## Medaglie e croci al merito
Medaglia di benemerenza dell'Opera nazionale Balilla (1926-2010)
dal 10 marzo 1928 al 4 giugno 1939:
 Medaglia di benemerenza
Diploma di benemerenza di 1ª, di 2ª, di 3ª classe con medaglia d'oro, d'argento, di bronzo.
«L'Opera nazionale assegna diplomi e medaglie di benemerenza ai soci che se ne rendano particolarmente meritevoli e a coloro che abbiano procurato l'iscrizione di un numero rilevante di soci, o che in altro modo abbiano svolto una notevole e proficua attività per i fini dell'Opera»
(legge 3 aprile 1926, n. 2247, art. 11, c. 7 [previsione delle benemerenze], Istituzione dell'Opera nazionale «Balilla» per l'assistenza e l'educazione fisica e morale della gioventù, in G. U. del Regno n. 7 dell'11 gennaio 1927, in vigore dal 12 marzo; abrogato dal decreto-legge 22 dicembre 2008, n. 200, art. 2, c.1).
«A coloro che, appartenendo al personale direttivo ed insegnante delle scuole ed istituti di ogni ordine e grado dipendenti dal Ministero della pubblica istruzione, svolgano, con particolare efficacia, proficua attività a favore dell'Opera nazionale «Balilla» e dell'Opera nazionale del «Dopolavoro» possono essere conferiti diplomi di benemerenza. Secondo che tale attività sia svolta ininterrottamente per dieci, cinque o tre anni, il diploma è di prima, seconda o terza classe» (art. 1, [istituzione delle benemerenze]). A coloro, cui sono conferiti i diplomi [...], è data facoltà di fregiarsi di una medaglia rispettivamente d'oro, d'argento o di bronzo [...] portate sul petto, a sinistra, appese ad un nastro nero. Quest'ultimo [...] ha nel centro una striscia verticale tricolore [...] (art. 2)»
(regio decreto 19 gennaio 1928, n. 201, Istituzione di diplomi di benemerenza da conferirsi al personale direttivo e insegnante di scuole e istituti di ogni ordine e grado dipendenti dal Ministero della pubblica istruzione, che svolga proficua attività a favore dell'Opera nazionale «Balilla» e dell'Opera nazionale del «Dopolavoro», in G. U. del Regno n. 46 del 24 febbraio 1928, in vigore dal 10 marzo; abrogato con decreto legislativo 13 dicembre 2010, n. 212, art. 1, c.1).
La benemerenza fu poi estesa anche al personale sanitario meritevole.
«I diplomi e le corrispondenti medaglie ai benemeriti dell'Opera nazionale Balilla (…), possono essere conferiti anche ai sanitari che svolgano, con particolare efficacia, proficua attività a favore di quell'Opera nazionale. Secondo che tale attività sia svolta ininterrottamente per dieci, cinque o tre anni, il diploma è di prima, seconda o terza classe»
(regio decreto 14 novembre 1929, n. 2194, art. 1, Conferimento di distinzioni onorifiche ai sanitari benemeriti dell'Opera nazionale Balilla, in G. U. del Regno n. 11 del 15 gennaio 1930, in vigore dal 30 gennaio; abrogato con decreto legislativo 13 dicembre 2010, n. 212, art. 1, c.1).
Croci al merito dell'Opera nazionale Balilla
dal 28 marzo al 27 ottobre 1933:
 Croce al merito per Avanguardisti e Giovani Italiane
Classe unica.
 Croce al merito per Balilla e Piccole Italiane
Classe unica
(delibera presidenziale dell'Opera nazionale Balilla 28 marzo 1933).

## Preghiere dei Balilla e delle Piccole Italiane

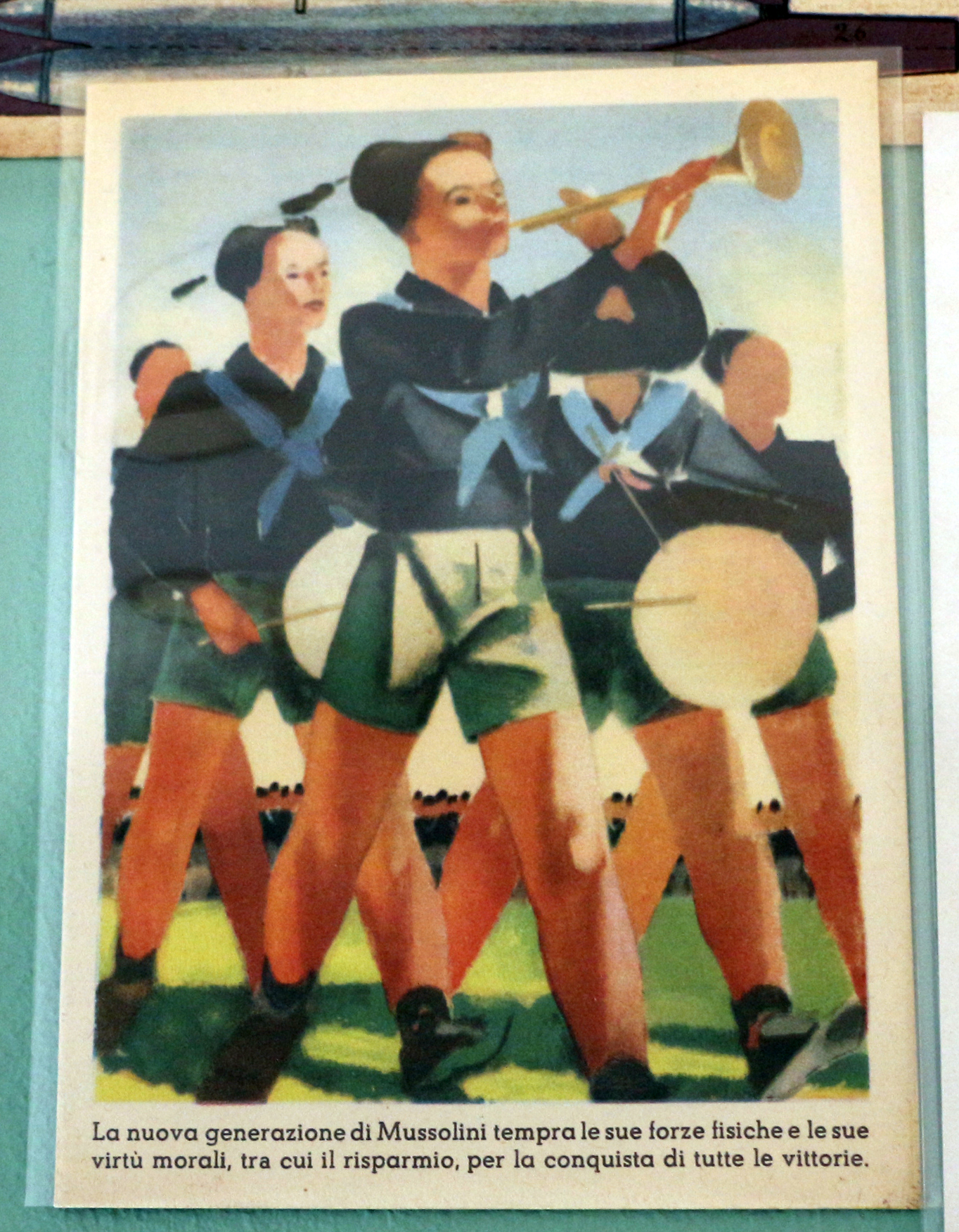
Una cartolina di Propaganda dell'immaginario del Balilla, Milano 1938

### Balilla
Signore,
Benedici e proteggi sempre la mia Italia,  nella sua Romana Chiesa,  nei suoi uomini di comando, nelle sue madri, nei suoi guerrieri, nei suoi lavoratori, nell’oro delle sue messi.
Benedici i Sovrani, i Principi, il Duce nostro nella grande fatica che Egli compie; e poiché l’hai donato all’Italia, fallo vivere a lungo per l’Italia e fa che tutti siano degni di Lui che non conosce riposo vero se non quando è in mezzo a noi fanciulli e ci sorride con il suo luminoso sorriso.
Benedici la mia famiglia, la mia scuola, i miei maestri, la mia divisa d’onore e di promessa.  Concedimi una grazia: dare il braccio alla Patria, l’anima e, ove occorra, la vita.
Sia benedetto il tuo Santo Nome.

### Piccole Italiane
Dolce Madonna, Sposa e Madre Santissima,  prega il Signore perché benedica le mie aspirazioni di fanciulla cristiana ed italiana.  Che io possa crescere buona, forte e operosa. Fa che in un lieto domani la casa sia il mio regno,  la chiesa il mio conforto,  la scuola il mio sorridente ricordo.
Benedici i miei genitori e tutti coloro che mi
educano.
Benedici la mia divisa.
Prega per la famiglia dei Sovrani e dei Principi d’Italia: Famiglie dove gli uomini sono soldati e le donne madri.
Proteggi il Duce,  che in me,  mamma di domani, vede la fonte e la certezza della Patria.

### Movimenti giovalini esteri simili
- Gioventù hitleriana
- Nationale Jeugdstorm